# Kościół św. Katarzyny Aleksandryjskiej w Ociece
Kościół św. Katarzyny Aleksandryjskiej w Ociece – rzymskokatolicki kościół parafialny zlokalizowany we wsi Ocieka w powiecie ropczycko-sędziszowskim (województwo podkarpackie).

## Historia
Parafię erygował we wsi biskup Piotr Tylicki w 1610. Pierwszą świątynią była drewniana kaplica, w której nabożeństwa odprawiał kapłan dojeżdżający z Wielopola. Kościół (również drewniany) wzniesiono około 1696 (zachował się z niego dzwon). Obiekt został prawdopodobnie strawiony przez pożar. Kolejna drewniana świątynia pochodziła z lat 1802-1809 i zawierała we wnętrzu, stojący do dziś w obecnym kościele, ołtarz z obrazem Matki Bożej z Dzieciątkiem w stylu dzieła z kościoła Bazyliki Matki Bożej Większej w Rzymie (druga połowa XVII wieku). Obiekt został wymalowany przez Teofila Bieszczada z Pilzna. W 1848 zyskał nowe organy skonstruowane przez Krzanowicza z Kańczugi.

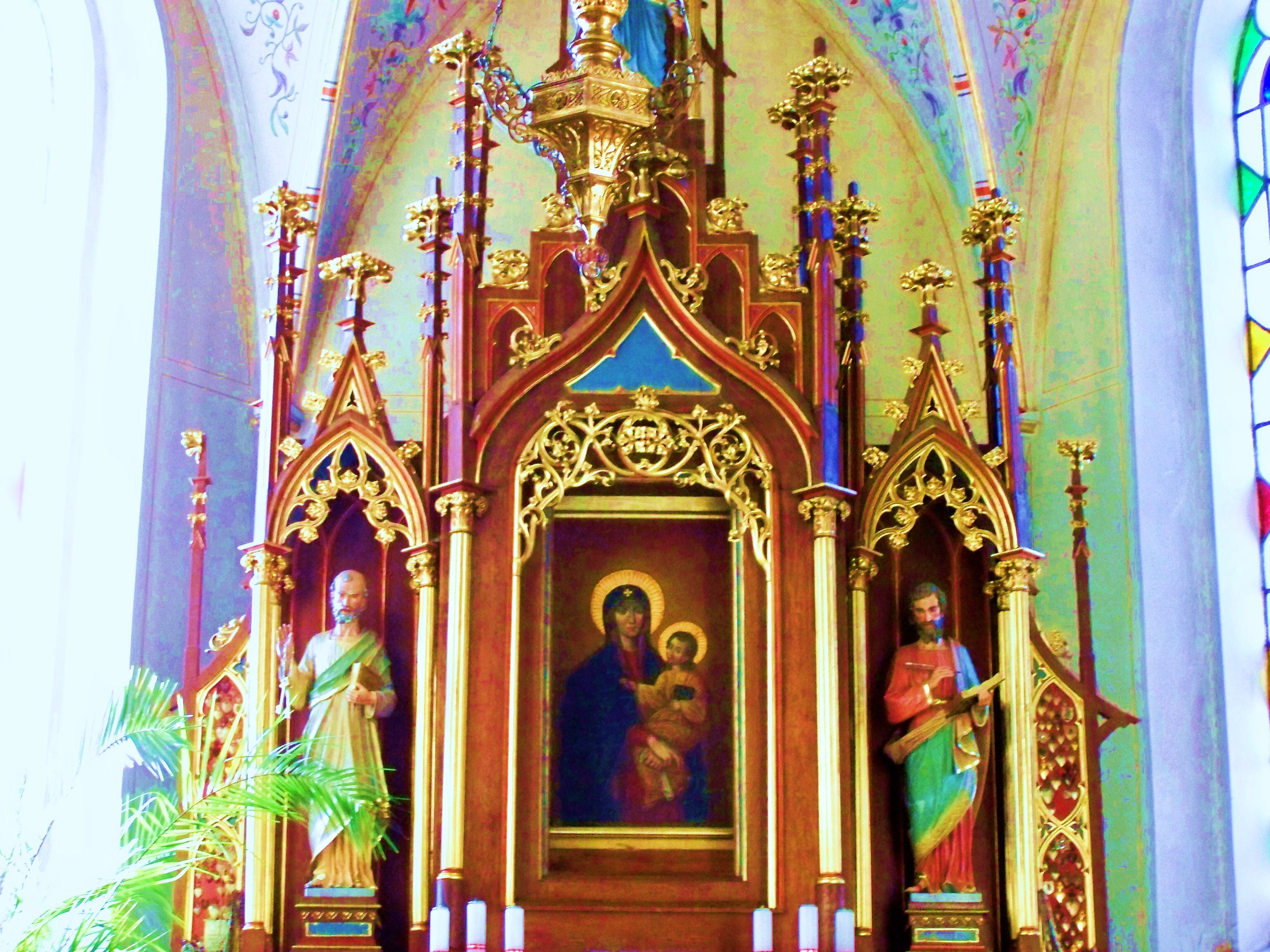
Ołtarz główny

Budowla obecna wzniesiona została w latach 1908-1912 z fundacji księdza Patryka Kosierbskiego. Jej budowniczym był Szymon Stawiarski z Sieniawy. Neogotycki, jednonawowy obiekt z wysoką wieżą wzniesiono z cegły i wyposażono w kamienny detal. Konsekrował go biskupa Leon Wałęga w 1910. W 1924 przebudowano sygnaturkę.
Podczas II wojny światowej w kościele znajdował się magazyn materiałów budowlanych do budowanych przez Niemców we wsi bunkrów szkoleniowych związanych z poligonem rakietowym V-1 i V-2 w Bliźnie (zachował się z tego czasu skamieniały cement przy bocznym wejściu). W 1945, po walkach, spłonął dach budowli, który z czasem został odbudowany. W 1977 dokonano konsekracji ołtarza (biskup Władysław Bobowski). Od 2008 do 2013 kościół remontowano. Wymieniono wówczas m.in. cegły podziurawione podczas ostrzału w czasie wojny.

## Wyposażenie
We wnętrzu znajdują się m.in.: XVII-wieczny obraz ołtarzowy Matki Bożej z Dzieciątkiem, XVII-wieczny krucyfiks, figura św. Katarzyny z 1910, XIX-wieczny wiszący świecznik kryształowy, ambona i chrzcielnica z 1920, trzy dzwony z 1924 (Józef, Maryja i Władysław; ufundowane przez polonię amerykańską z parafii, odlane w Cincinnatti i przywiezione w 1925, poświęcone przez biskupa Edwarda Komara) oraz 11-głosowe organy wykonane w przedsiębiorstwie Rieger-Jaegemdorf w 1913. Dzwony podczas okupacji niemieckiej ukryto przed rabunkiem na terenie tartaku w Woli Ocieckiej.

## Otoczenie
Świątynię otacza cmentarz z neogotycką kaplicą z 1905 (fundacja hrabiego Zygmunta Romera z Dąbia) z grobowcem Romerów i ich herbem na fasadzie.